# Gebrüder-Humboldt-Schule Wedel

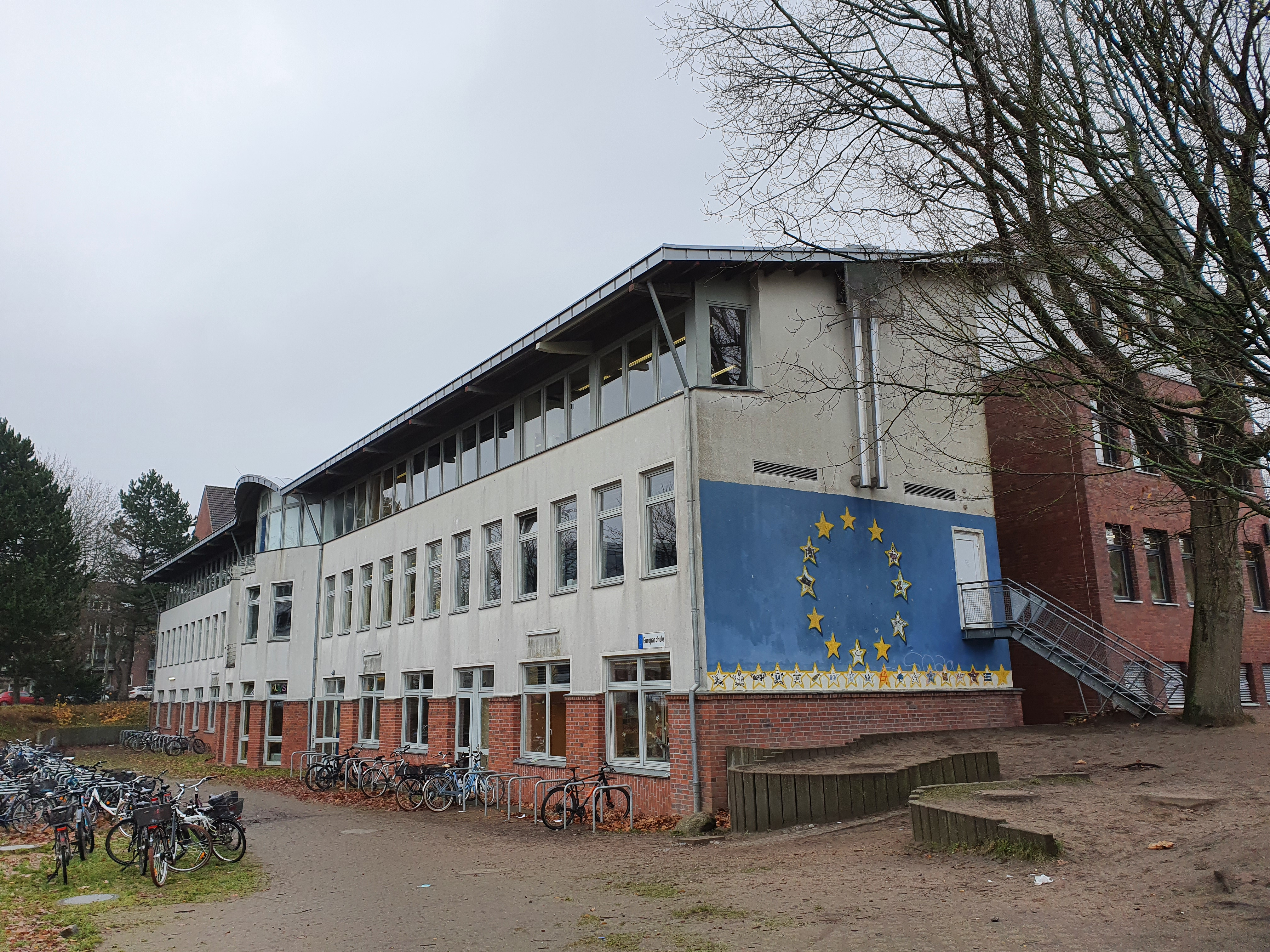
GHS Wedel Straßensicht

Die Gebrüder-Humboldt-Schule Wedel ist eine Gemeinschaftsschule mit gymnasialer Oberstufe in Wedel. 

## Schulprofil
In den 5. Jahrgang werden Schüler aller Leistungsstärken in dem Verhältnis aufgenommen, wie die Empfehlungen der Grundschulen ausgesprochen werden. In der Oberstufe werden ein gesellschaftswissenschaftliches und ein naturwissenschaftliches Profil angeboten. Für den Oberstufenbereich besteht ein Kooperationsvertrag mit der Ernst-Barlach-Schule in Wedel, einer Gemeinschaftsschule ohne Oberstufe.
Die Schule zählte im Schuljahr 2021/2022 insgesamt 775 Schüler, davon 584 in den Jahrgangsstufen 5–10 und 191 in der Oberstufe.

## Geschichte
Die Gebrüder-Humboldt-Schule wurde 1991 als Gesamtschule gegründet. Sie befindet sich in Räumlichkeiten, die zum Teil bereits 1951–1952 nach Plänen des Wedeler Architekten Hermann Pikull für die Theodor-Storm-Schule, eine Volksschule, errichtet worden waren. 1997 wurde der Neubau für die Oberstufe der Integrierten Gesamtschule eingeweiht. Im Jahr 2000 legte der erste Jahrgang sein Abitur an der IGS Wedel ab. 2010 wurde die Integrierte Gesamtschule Wedel (IGS) in Gebrüder-Humboldt-Schule Wedel (GHS) umbenannt.